# Betão Ronca Ferro
Betão Ronca Ferro é um filme brasileiro, do gênero comédia, de 1970, estrelado por Mazzaropi, dirigido por Geraldo Afonso Miranda e produzido pela PAM Filmes.
O título do filme é uma corruptela de Beto Rockfeller, novela de sucesso, exibida pela TV Tupi em 1968.

## Sinopse
Betão Ronca Ferro (Mazaroppi), trabalha vendendo amendoim num circo e vê seu emprego ameaçado quando sua filha se casa com  um jovem muito rico, contra a vontade da família dele. Ele acaba tomando dinheiro emprestado do sogro da filha, compra o circo e passa a perambular por inúmeras cidades com suas apresentações. Mas, a garota rompe com a família do marido e volta para os pais, depois de alguns incidentes, despertando novamento o amor de um antigo companheiro de trapézio.

## Elenco
- Mazzaropi - Betão Ronca Ferro
- Geny Prado - Mulher de Betão
- Dilma Lóes - Cláudia
- Roberto Pirillo - Geraldo
- Araken Saldanha - Henrique
- Tony Vieira - Sergio
- Dina Lisboa - dona Neusa
- Cláudio Roberto Mecchi - funcionário do Circo
- Gilmara Sanches - Zulmira
- Milton Pereira - Menino
- Yaratan Lauletta
- Carlos Garcia - funcionário do Circo
- Henricão - Azulão
- Judith Barbosa - Esposa de Seu Joaquim
- Rogério Câmara - Seu Joaquim, dono do Circo
- Augusto César Ribeiro - Padre do casamento de Claudia
- Fábio Vilela Ribeiro - Coroinha da igreja
- Zequinha e Quinzinho - anões do circo
- Aristides Marques Ferreira (Nhô Tide) - funcionário do circo
- Cleusa Mari
- José Velloni - amigo de Geraldo
- Linda Fernandes
- Luiz Homero
- Ester Fonseca de Oliveira .... dublê de Cláudia no trapézio
- o macaco Bob .... macaco de Betão

## Recepção e legado
O filme é considerado um dos mais pessoais e favoritos de Mazzaropi, justamente por ter o circo, local onde o humorista iniciou a carreira e onde continuou se apresentando por muitos anos, como foco. É o que disse o crítico Rubens Ewald Filho em sua análise para o site UOL: "por ele [Mazzaropi] ter começado no circo, este é considerado seu filme mais pessoal e também seu preferido, mas nem por isso o melhor".